# 倩女幽魂 (1987年電影)
《倩女幽魂》（英語：A Chinese Ghost Story）是1987年上映的香港靈幻愛情電影，由程小東執導、徐克監製、阮繼志編劇。影片改編自蒲松齡著作《聊齋志異》的聶小倩一章，講述女鬼聶小倩與書生寧采臣人鬼殊途的愛情故事。電影由張國榮、王祖賢、午馬、劉兆銘主演，其他演員包括林威、薛芷倫、王晶、胡大為。
1978年，投身電視行業的徐克打算拍攝恐怖片，隨即想起兒時觀看李翰祥版《倩女幽魂》的回憶，可惜電視廣播有限公司的製片人拒絕他的提案。多年後，徐克決定把它搬上大銀幕。電影故事基於原著《聊齋志異》和李翰祥版《倩女幽魂》，並聘請阮繼志编剧，为電影加入现代元素。電影主體拍攝於1986年10月展開，耗時五個多月才完成前中期製作。電影預算大約120多萬港元，但後來兩度超出預算。
電影上映後頗受好評，播放不足一個月拿下1800多萬港元票房，其後又在各地上映。影評人大多给与好评，尤其欣賞電影的拍攝手法、視覺效果、演員演技等，另有少數人稱它為邪典經典。隨着時間推移，多份回顧評論時皆認可這套作品，甚至稱它打破喜劇及動作片的壟斷地位，使神怪武俠片捲土重來，是香港電影的里程碑之一。影片獲眾多榮譽肯定，獲得四項金馬獎、四項金像獎，另在各地電影節皆有進帳。電影的成功催生兩部續集《倩女幽魂II：人間道》（1990年）和《倩女幽魂III：道道道》（1991年）。徐克也在1997年製作了動畫《小倩》。2005年起，本片先後入選最佳華語電影一百部、影史百大華語電影、百部不可不看的香港電影名單。

## 劇情
寧采臣（張國榮飾）趕赴郭北縣收賬，豈料天降大雨，帳簿因而弄濕，他被迫躲入傳説紛紜的蘭若寺留宿數夜。道士燕赤霞（午馬飾）警告他儘快離開，但寧沒有理會，反而偷偷潛入寺中。入夜後，寧采臣被一陣古琴聲吸引，並在郊野一處小亭邂逅少女聶小倩（王祖賢飾）。燕赤霞得知寧采臣未有離開，便前往郊野尋找。寧采臣為了逃避燕赤霞的抓捕而到處躲藏，燕赤霞卻誤以為是鬼怪而出手，聶小倩為救寧采臣而現蹤，最終燕赤霞在一神秘鬼怪阻攔下未有追擊。到了早上，燕赤霞告訴寧采臣，他在寺廟裡看到的人實際上是鬼魂，寧卻不以為然。那天晚上，寧采臣重回蘭若寺，得知聶小倩是女鬼的真相。
聶小倩向寧采臣解釋，她因屍骨被棄荒野而受千年樹妖姥姥（劉兆銘飾）控制，每夜須四處引誘壯男，方便姥姥吸取陽精增益延壽。寧采臣試圖將她從無盡痛苦中解放出來，因此他向燕赤霞尋求幫助。後來，姥姥逼迫聶小倩殺害寧采臣，但她不願，於是姥姥命手下殺死兩人。燕赤霞出現救下二人，並與姥姥展開連場大戰，最終以掌心雷把其封印百年。為免聶小倩再次受辱，寧采臣答應聶小倩的請求，把其屍骨送回鄉間安葬，好讓她能轉世投胎。但是，陰間的黑山老妖突然出現，帶走聶小倩並打算與她完婚。燕赤霞經不住寧采臣的苦苦相求，不情願地打開了一個通往陰間的臨時傳送門，帶著寧去尋找聶小倩。由於陰間充斥亡魂，他們幾經辛苦才覓得聶小倩，然後返回人間。
黎明已至，寧采臣試圖以身軀擋住殘破不堪的木窗遮住屋外的陽光，以防止聶小倩因暴露在陽光下而被魂飛魄散不能投胎。聶小倩悲傷的述說著遺憾在最後要分開的一刻卻不能讓彼此再見對方最後一面，語畢便遁入了她的金塔內。最終，寧采臣和燕赤霞按照她的意願把其金塔送回家鄉安葬。

## 演員
- 王祖賢飾演女鬼聶小倩
- 張國榮飾演收賬書生寧采臣
- 午馬飾演道士燕赤霞
- 劉兆銘飾演千年樹妖「姥姥」
- 林威飾演劍客夏侯
- 薛芷倫飾演丫鬟小青
- 王晶飾演郭北縣縣官
- 胡大為飾演趙師爺
- 史美儀飾演賣畫人
- 黃蝦飾演客棧老闆

## 製作

### 籌拍與改編

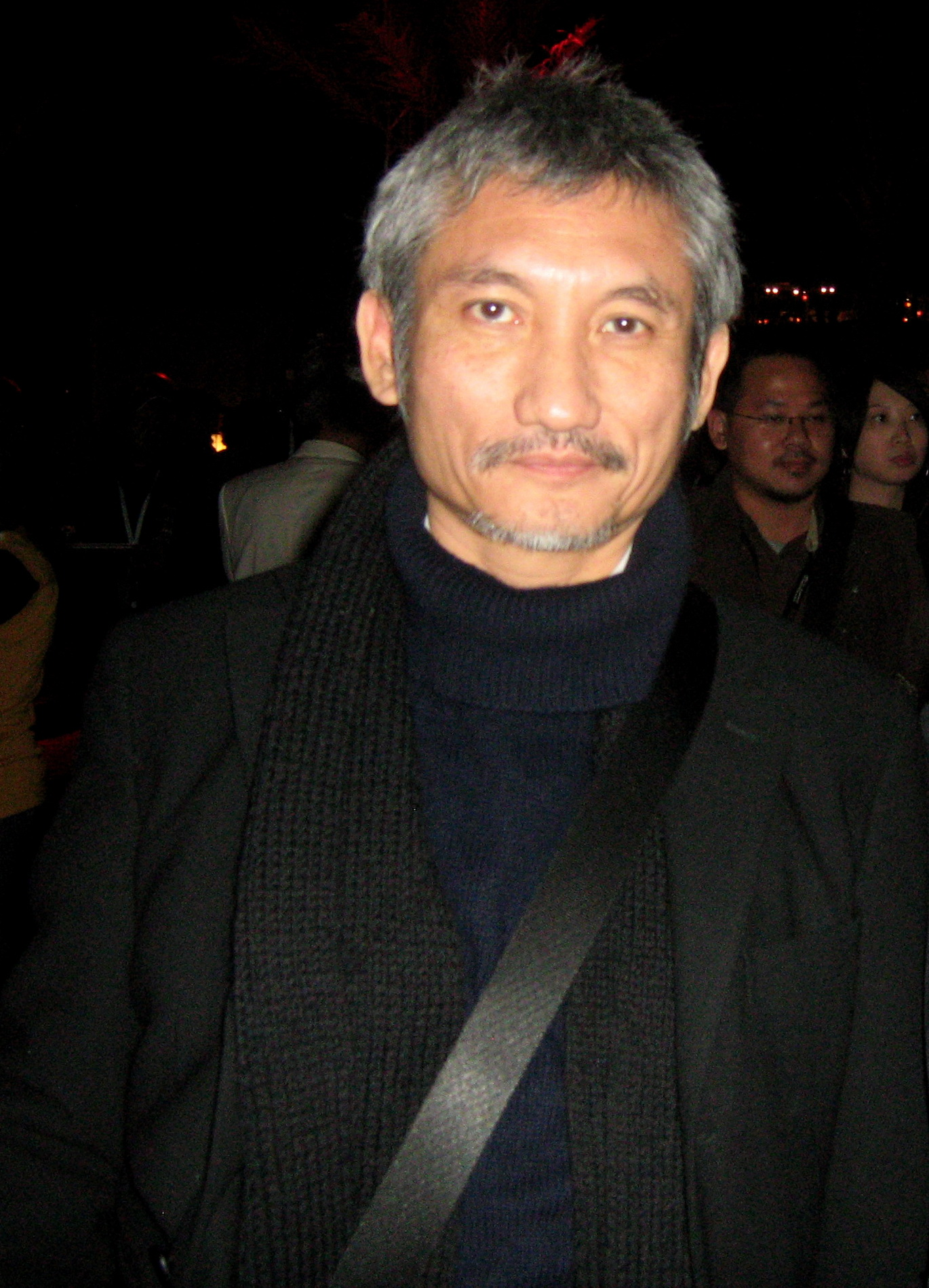
監製徐克（攝於2008年）

1960年，年幼的徐克觀看了由李翰祥執導、邵氏兄弟發行的《倩女幽魂》，結合了漂亮女孩和恐怖鬼怪的故事令他感到害怕。事後徐克才知道電影原來是改編自清代作家蒲松齡的作品《聊齋志異》。1978年，投身電視行業的徐克打算拍攝恐怖片，隨即想起兒時觀看《倩女幽魂》的回憶，並向電視廣播有限公司的製片人建議拍攝一部取材於《聊齋志異》的電視作品。但是，製片人回絕了徐克的提議，認為這部作品不適合在電視上播放。多年後，徐克決定把它搬上大銀幕。徐克指翻拍作品用全新片名是正常不過的事，但他卻打算在新電影上用回舊片名，認為此是對原著的尊重。因此，徐克咨詢了邵氏片庫的擁有者及李翰祥，並獲得兩位的首肯。1986年9月，徐克正式籌備電影開拍工作。徐克找來程小東執導此片。程小東曾在電影工作室製作的多部作品中擔任導演及動作指導，當中包括《刀馬旦》和《英雄本色II》。程小東在1986年曾拍攝奇幻動作愛情電影《奇緣》，但慘遇滑鐵盧，感到沮喪同時更直指觀眾還未適應銀幕上的浪漫愛情。當程小東意識到此片是愛情電影時有點卻步，但徐克認為本作須具備一定的情感基礎，因此說服程可以利用動作片和恐怖片的元素來包裝這部愛情電影。
電影故事除了基於原著《聊齋志異》，其骨幹亦來自李翰祥的《倩女幽魂》。為了在電影中加入一些情色的味道以符合現代觀眾心境，徐克遂向編劇阮繼志招手。然而，阮繼志並不懂得如何為一部古典鬼片創作劇本，故反向徐克尋求協助。徐克建議阮繼志創作時可以把聶小倩當作公關小姐，因為她們都是「白天不敢出門，晚上生龍活虎，擅長騙取男性的血汗和金錢」，而反派姥姥則像「媽媽桑」，手下一堆在爭取男人的女鬼。針對寧采臣，阮繼志套用同樣邏輯，指寧采臣打算為聶小倩「贖身」，但由於鬼神世界內金錢沒用、自己亦沒法奉獻生命，於是便找來燕赤霞幫忙。阮繼志接受訪問時表示，舊版《倩女幽魂》古味十足，但打鬥場面全然欠奉，現時的新版本則以新包裝（包含驚險、惹笑、特技等元素）以及快節奏示人，票房亦是上述改動的其中一項考慮因素。阮續指，寧采臣和聶小倩分別受到人、鬼的壓迫，以致兩人站於同一陣線之上，使故事別具意義。徐克談及故事時表示製片商高層曾接觸他，希望把電影改頭換面，將女主角由女鬼改為女警獨挑大梁。徐克反駁指故事基於原著小說和古裝戲劇，最後成功說服高層取消改動。原著故事中，寧采臣順利取走小倩的骨骸，葬於他處，後與小倩結婚生子，小倩亦像妻子般待在他身邊照顧起居飲食。但徐克拍攝時卻只以前半部分故事為基礎，令故事充滿離別。另外，電影又新增寧采臣和燕赤霞到地府消滅黑山老妖，寧采臣將聶小倩的骨灰安葬使其魂魄能夠轉世投胎等情節。按程小東所言，籌備劇本花時三個月，但修改又經歷半年時間。

### 選角
決定拍攝此電影後，徐克和施南生便須找尋合適人選來飾演男女主角。徐克認為張國榮的個性與主角寧采臣的角色特質相近，因此建議由他擔任男主角。程小東沒有異議，而且他亦認為電影需要一個由年輕演員組成的陣容。張國榮起初同意接演，但得知是部古裝片便打算拒絕，表明不願意穿着奇怪的衣服去演一些怪異的故事。為了盡力消除張國榮的顧慮，徐克於是向他講述故事的非凡之處，又指服裝做好後會立刻讓他過目。了解電影情節後，張國榮認為寧采臣的性格和遭遇與初入娛樂圈的自己有許多相似之處，因而打消退演的念頭。
男主角敲定後，徐施二人便需要為女主角物色合適人選。李翰祥執導的《倩女幽魂》取得佳績，樂蒂飾演的聶小倩亦傾國傾城，因此徐克覺得有必要更細緻設定新版聶小倩的形象：除了具有東方女性的美感，性格還需要妖魅性感，同時「柔情似水又多愁善感」。礙於預算問題，施南生本打算尋找新人女演員與張國榮配搭。徐克曾考慮找來日本女星中森明菜出演女主角，並拳拳盛意邀請她，可惜被拒。後來，徐克轉為考慮起用中港台女星，認為香港女子團體開心少女組成員之一的羅美薇頗為合適，但她以行程過於繁多而婉拒。此時，剛剛出道、名氣尚小的台灣演員王祖賢向施南生毛遂自薦要求試鏡，但後者認為她身材高挑、性格陽光，與活在黑暗中的聶小倩格格不入，亦支付不起她的片酬，因而拒絕。但王祖賢堅持試鏡，又願意自減片酬，徐克念在兩人曾經有愉快的合作經驗（王祖賢在徐克執導的《打工皇帝》中擔任女主角），便同意她的請求。最終，王祖賢的造型恰到好處，並獲徐克和劇組的一致讚成。
至於燕赤霞一角，徐克認為當時午馬已經在多部電影內飾演道士，應該相當得心應手，因此把此角色交由他演出，午馬亦欣然接受。劉兆銘在1979年獲徐克賞識，參演電影《蝶變》，正式踏進影壇；本作是他們兩人第二次合作，飾演千年樹妖「姥姥」。

### 服化道
電影美術指導由奚仲文和何劍聲擔任，服裝指導則由陳顧方負責。奚仲文此前未曾擔任任何古裝片的美術指導，為此他參考了一些帶有美感又甚具東方味道的日本古裝片（如《怪談》、《影武者》），也看了不少昔日台灣和邵氏電影，從而獲取創作靈感。徐克在服裝方面也曾給予意見，他認為本片可突破傳統，毋須跟隨以往古裝片的做法，嘗試走「古代人物穿著時裝」的路線。程小東表示電影創作配合著女性輕盈柔和的動作，旨在呈現一種「飄」的感覺。為了配合導演的要求，奚仲文把服裝設計得較飄逸，又參考了時裝設計和剪裁方式，大量採用縐布、真絲等較輕的物料，令人物行走時衣袖的動感更大。為了突出寧采臣風塵僕僕的形象，奚仲文特意利用洗舊了的麻布和棉布來造戲服。針對姥姥的造型，徐克認為金色能突出此角色的神采和形象。陳顧方則以金色和綠色來設計戲服，使該角色即使在黑夜場景中仍亮眼獨特。燕赤霞的竹盔造型則參考自台灣電影《策馬入林》。

### 攝製

拍攝結局時，徐克和程小東二人在夜景利用燈光和煙霧效果來打造陰間世界

電影主體拍攝於1986年10月展開，主要在香港取景，耗時150多日才完成前中期製作。電影預算大約120多萬港元，但後來兩度超出預算，最終花費大約500萬港元。午馬指拍攝期間劇本和角色造型經常變動，劇本更是「一邊拍攝一邊更改」。片中主要場景蘭若寺由《刀馬旦》的戲台改裝而成，何劍聲把原本戲台的二樓改為寧采臣的書齋，並在戲台的柱上加上樹木質感來打造樹妖居所。在夜景場面中，攝影師潘恒生為了襯托出影片的沉鬱氣氛，於是利用各種灰度的藍色紙來建立淒美的藍調。
針對動作場面，程小東堅持不用替身，因此翻撲倒地或吊鋼絲等動作全部由張國榮親身上陣。但由於午馬須拍攝大量動作場面，加上他又非動作演員出身，因此戲中過半的高難度動作鏡頭由替身演員郭椎代勞。電影共120組戲，張國榮一人便佔了九成。拍攝全片唯一一場纏綿戲時，張國榮除了向在場的黃霑請教外，更為保逼真而向程小東提出脫掉內褲的要求，但被程否決。最終，這個情愛鏡頭在成片中被刪去。特效方面，徐克請來當時香港首家視覺特效公司「新視覺特技工作室」製作。片中乾屍復活、姥姥吸乾人類精元等鏡頭均是工作室以定格動畫手法製作而成的。在拍攝期最後十天，徐克認為原本結局規模較細小，而故事走向亦非當初設計，因此向程小東建議再拍攝一個較隆重的結局。由於當時沒有可用的場景，兩人便加插大量視覺效果補足。

### 配樂
電影配樂由音樂人黃霑和戴樂民攜手創作。他們此前曾為徐克的《上海之夜》和《刀馬旦》配樂。黃霑接受訪問時表示，本作配樂一職是他主動爭取而得來的，他還找來演奏家黃安源和林風分別演奏二胡和琵琶。為了營造詭異氣氛，黃霑未有使用傳統大製作電影的交響樂，而採用當年新興的電子合成器作曲。另外，電影三首歌曲倩女幽魂、黎明不要來、道均由黃霑作曲填詞，戴樂民編曲，分別對應寧采臣、聶小倩、燕赤霞三位主角。主題曲倩女幽魂由張國榮主唱，黃霑指主旋律是他跟隨新藝城一行人參觀法國康城影展時一夜間寫成的，填詞後即獲通過。插曲道則是徐克讓他為燕赤霞度身訂造。黃霑先得出「道可道，非常道」一句（曲連詞），再按先曲後詞的手法鋪延成一首歌；編曲則運用了電子組合琴、鋼琴和低音提琴。原本打算由男歌手林子祥或演員樊梅生演唱，最終因時間緊逼而交由黃霑主唱。臨近拍攝結束時，徐克讓黃霑再創作多一首歌曲，黃霑反指時間所限沒法創作，提出以本屬於另一部電影但因預算問題而未能發行的歌曲代替，徐克同意。插曲黎明不要來是首抒情曲，以豎琴、二胡、電子合成器等伴奏，由女歌手葉蒨文演唱。

## 反響

### 發行
1987年7月，《倩女幽魂》正式於香港上映。在不足一個月的上映期內，電影拿下1800多萬票房，每日平均收入70多萬，成為1987年香港電影票房榜第15位。同年8月，電影於台灣上映。電影在台北市播放約兩個月，售出18多萬張戲票，收入為1200多萬新臺幣，在年度票房收入排行榜中位列第11名。電影隨後還在韓國、英國等地上映。2011年4月，隨著葉偉信執導的同名電影上映，本作數碼修復版亦首度登上中國大陸戲院的大銀幕，上檔兩週收獲295萬人民幣票房。2025年2月19日，新浪微博账号“电影倩女幽魂”宣布该片定于2025年3月21日再度于中国大陆公映，并以4K修复版发行。
電影上映後不久，新藝城影業有限公司便推出了本片的VHS錄影帶。1993年，寰亞電影發行有限公司推出配有國粤兩語及多國語言字幕的VHS錄影帶。同年，鉅星錄像發行（香港）有限公司推出本片DVD。2010年，星空華文傳媒發行本片藍光影碟。2016年，星空華文傳媒授權北京碟影文化傳媒有限公司和華錄出版傳媒有限公司，聯合重新製作並發行限量的《倩女幽魂》三部曲藍光收藏版。

### 評價
《倩女幽魂》頗受好評，大多影評人讚揚電影的故事和視覺效果。扉白在《大公報》撰文，讚揚角色造型和化妝各有特色，視覺效果極為出色，故事亦忠於原著，但指情感戲並無令人特別驚喜之處。他認為編導不把情感戲放在首位，反而側重在以現代電影特技拍攝神怪鬥法等動作場面上，因為這才是編導兩人的共同特長，亦是本片最大的看點。《華僑日報》刊登影評，稱讚程小東和徐克未有把短短數頁的簡單故事複雜化，亦未有加入過多過雜的人物關係，成品「令人千迴百轉餘音嫋嫋」。《華僑日報》另一篇影評則稱，早年《倩女幽魂》以淒艷見稱，但如今在程徐兩人手上卻增添了香港80年代情有獨鐘的喜劇感，人物組合極具趣味，又稱讚劇中的視覺效果和美感，認為美術指導和服裝設計功不可沒。
《電影月報》的金·紐曼同樣稱讚故事、視覺效果和演員表演。他總結時把電影形容為「多年來在香港上映的獨特鬼怪／恐怖片的優秀範例」，又指它讓觀眾有機會深入了解一個至少與三十年代環球恐怖電影或五六十年代漢默恐怖電影同樣高度發展和儀式化的電影神話。《綜藝》雜誌刊登署名梅爾（Mel）的影評，同樣認為電影在美術指導、服裝、攝影和配樂等方面都非常出色，稱「新藝城搜羅到一部以中國獨有素材為主題的電影是件值得慶賀的事」。評論續指劇情「描繪地球上生命的美麗和美好之處」，最終形成這個「具有誘人恐怖背景且混合了不會侮辱成年觀眾的幻想逃避主義的有趣愛情故事」。然而，《紐約時報》的沃爾特·古德曼（Walter Goodman）對本片持負面態度，認為劇情不易理解和總結，畫面充滿詭異的藍色，98分鐘的影片亦充斥飛跳和砍殺。他總結時表示觀眾在本片所得的刺激感要視乎他們有多喜歡爆炸場面。
隨著時間推移，不少影評人撰寫回顧評論時皆認可這套作品。《衛報》把電影形容為「現代香港電影業中的突破性作品」，指它是部「可疑的打鬧喜劇......充滿瘋狂的特技效果（半空打鬥、長舌等）」，又認為它不適合那些著重劇情易於理解而多於畫面華麗的觀眾。《帝國雜誌》給予電影四顆星（五顆星滿分），認為畫面和視覺效果極為華麗，同時指它「真的很奇怪，但又未至於《殭屍先生》那種完全瘋狂的程度」。唐納德·C·威利斯（Donald C. Willis）在其著作內表示電影是「一場有趣的奇幻盛宴」，並且「非常有創意，有時甚至充滿詩意」。約翰·查爾斯（John Charles）則打出8/10的分數，稱電影部分恐怖元素歸功於1981年美國電影《屍變》，但同時又指「電影拍攝和美術指導非常出色，動作令人振奮，愛情故事出人意料地感人，使它成為後新浪潮時期最迷人最令人愉快的奇幻作品」。何思穎為第21屆香港國際電影節製作電影回顧專題，他稱這部作品匯聚了行業成熟的技術和豐富的電影拍攝傳統，是「電影人和觀眾之間的親密結晶」。電影理論家大衛·博維爾形容電影無論在演員、畫面構圖、剪接、色彩、音樂等方面都配合得天衣無縫。他以寧采臣在聶小倩閨房中躲避姥姥的一幕為例，這段戲只有約五分鐘，卻有170多個鏡頭，平均每個不到兩秒，但導演以快速剪接和巧妙的場面設計來製造高度凝聚的表現力，令觀眾明確知道誰看著誰。總結時他更稱：「相信荷里活芸芸導演之中，不管在1987年或是今天，誰都沒法弄出這麼富有節奏感的精準動作。」
文化學者劉衛林注意到寧采臣與聶小倩相識時輪流於畫上題詩互接的一幕，認為成功將「這對璧人的高雅與情意相通」十分形象化地聚焦；他指出該幕並非原著所有，乃沿襲1960年電影版《倩女幽魂》，而到了2011年電影版《倩女幽魂》則取消這類內容，寧采臣與聶小倩的互相欣賞變為建基於色相與物質，格調變低。

### 獎項和提名
| 年份 | 組織                       | 獎項           | 獲獎者／獲提名者                              | 結果 | 來源   |
| ---- | -------------------------- | -------------- | --------------------------------------------- | ---- | ------ |
| 1987 | 第24屆金馬獎               | 最佳劇情片     | 《倩女幽魂》                                  | 提名 | [ 66 ] |
| 1987 | 第24屆金馬獎               | 最佳男配角     | 午馬                                          | 獲獎 | [ 66 ] |
| 1987 | 第24屆金馬獎               | 最佳改編劇本   | 阮繼志                                        | 獲獎 | [ 66 ] |
| 1987 | 第24屆金馬獎               | 最佳美術設計   | 奚仲文                                        | 提名 | [ 66 ] |
| 1987 | 第24屆金馬獎               | 最佳服裝設計   | 陳顧方                                        | 獲獎 | [ 66 ] |
| 1987 | 第24屆金馬獎               | 最佳原著音樂   | 黃霑、戴樂民                                  | 提名 | [ 66 ] |
| 1987 | 第24屆金馬獎               | 最佳電影插曲   | 黃霑                                          | 提名 | [ 66 ] |
| 1987 | 第24屆金馬獎               | 最佳剪輯       | 新藝城剪接組                                  | 獲獎 | [ 66 ] |
| 1987 | 第20屆錫切斯電影節         | 最佳電影       | 《倩女幽魂》                                  | 提名 | [ 67 ] |
| 1987 | 第20屆錫切斯電影節         | 最佳特效       | 新視覺特技工作室                              | 獲獎 | [ 67 ] |
| 1988 | 第7屆香港電影金像獎        | 最佳電影       | 《倩女幽魂》                                  | 提名 | [ 68 ] |
| 1988 | 第7屆香港電影金像獎        | 最佳導演       | 程小東                                        | 提名 | [ 68 ] |
| 1988 | 第7屆香港電影金像獎        | 最佳女主角     | 王祖賢                                        | 提名 | [ 68 ] |
| 1988 | 第7屆香港電影金像獎        | 最佳男配角     | 午馬                                          | 提名 | [ 68 ] |
| 1988 | 第7屆香港電影金像獎        | 最佳攝影       | 潘恒生、劉滿棠、黃永恆                        | 提名 | [ 68 ] |
| 1988 | 第7屆香港電影金像獎        | 最佳剪接       | 新藝城剪接組                                  | 提名 | [ 68 ] |
| 1988 | 第7屆香港電影金像獎        | 最佳美術指導   | 奚仲文                                        | 獲獎 | [ 68 ] |
| 1988 | 第7屆香港電影金像獎        | 最佳動作指導   | 程小東、郭追、劉志豪、徐忠信、胡智龍          | 提名 | [ 68 ] |
| 1988 | 第7屆香港電影金像獎        | 最佳音樂       | 戴樂民、黃霑                                  | 獲獎 | [ 68 ] |
| 1988 | 第7屆香港電影金像獎        | 最佳電影歌曲   | 黎明不要來 主唱：葉蒨文 作曲：黃霑 填詞：黃霑 | 獲獎 | [ 68 ] |
| 1988 | 第7屆香港電影金像獎        | 最佳電影歌曲   | 倩女幽魂 主唱：張國榮 作曲：黃霑 填詞：黃霑   | 提名 | [ 68 ] |
| 1988 | 第7屆香港電影金像獎        | 最佳電影歌曲   | 道 主唱：黃霑 作曲：黃霑 填詞：黃霑           | 提名 | [ 68 ] |
| 1988 | 第7屆香港電影金像獎        | 柯達傑出技術獎 | 《倩女幽魂》                                  | 獲獎 | [ 68 ] |
| 1988 | 法国阿沃里亚兹科幻电影节   | 评审团特别奖   | 徐克                                          | 獲獎 | [ 4 ]  |
| 1988 | 意大利罗马科幻电影节       | 最佳导演奖     | 程小东                                        | 獲獎 | [ 4 ]  |
| 1988 | 葡萄牙波尔图国际奇幻电影节 | 最佳电影奖     | 《倩女幽魂》                                  | 獲獎 | [ 4 ]  |

## 主題
人鬼戀是本片的重要主題。影評人吳月華把1960年李翰祥版本及本片作比較，指出香港電影在1980年代已轉變為視覺文化主導，1960年版本的才子配佳人、以詩傳情的文戲已不能滿足觀眾，因此程小東利用動作、美感、視覺效果來訴說這個人鬼愛情故事。聶小倩在本片的設定貼近原著，而寧采臣憨厚善良的性格，符合他多次離去後又折返拯救小倩的情節，為影片增添娛樂元素。不管在哪個版本，聶小倩的「遷葬」都是她解除束縛的關鍵情節。片尾的黎明可謂是充滿希望的意象，而拯救聶小倩也是為了讓她有更好的未來，最終迎來的卻是寧聶兩人分別的時刻。吳月華指這為故事留下遺憾，但亦令它昇華至淒美動人。影評人陳子雲認為「人鬼戀」主題雖然到此為止，但聶小倩的成長過程和成功奪回自由的結局更合現代觀眾的口味，而投胎再世為人也是她的成長終點。
陳子雲認為本片具有一定程度的女性主義。聶小倩初次登場時，她身不由己只能默默成為姥姥害人的共犯，雖然面露不忍，但不能提出質疑。接觸寧采臣後，雖然心中落下懷疑與不滿姥姥的情感，但仍自覺無可奈何。在隱藏寧采臣人氣的一幕中，聶小倩因寧采臣的愛意而決意相救並叛逆姥姥，結果遭到鞭打。而在後來的逃跑過程中，作為女性和鬼魅的聶小倩不再是等待寧采臣的「幫助」，而是具備一定反抗能力，甚至能替寧采臣解圍。
部分影評人認為電影帶有不少政治寓意。莎拉·伍德蘭（Sarah Woodland）指電影揉合了恐怖、人鬼戀、武俠等元素，這種混合手法常見於1980至1990年代的香港電影，可被解讀為反映當時電影製作人對香港主權移交以及身份認同的可能結果感到強烈焦慮。斯蒂芬·泰歐（Stephen Teo）同樣表示，劇中具有不少黑暗且帶有迷霧的場景，以及狂野、扭曲的鏡頭，為觀眾帶來迷失方向的感覺，隱喻同樣危機。陳明敏指電影開頭充斥雨中廝殺、腐敗昏官當道、民眾為利來往的場面，旨在呈現出兵連禍結、民不聊生的亂世；對於香港而言，1984年《中英聯合聲明》的簽訂，預示了屬資本主義的香港與屬社會主義的中國之間即將產生碰撞的恐慌，帶來何去何從的「末世感」。電影中，姥姥與燕赤霞、寧采臣為了爭奪聶小倩而對抗，後者則始終是個遊走雙方之間的鬼魅。而在現實中，四位角色隱喻著中國、英國和香港之間百年錯綜複雜的歷史關係，聶小倩的幽魂則隱喻著香港遊移不定的身份認同。片尾黑夜將過黎明將至的一幕好比「香港回歸」進入最後的倒計時，這一時期港人心中的不安和畏懼已經達到頂峰，主題曲黎明不要來也暗藏對「回歸中國」這一政治事件的的態度。另一方面，陳子雲套用電影上映時流行、有關香港即將被中國收回的「九七大限」思想，指聶小倩選擇投胎轉生有著昇華、解放的意味，隱喻香港回歸後也會有相同景況。

## 影響
1970年代中期至1980年代香港電影現代化以後，喜劇及動作片這兩類型一直穩佔市場地位。然而，《倩女幽魂》推出後大放異采，使神怪武俠片捲土重來，《畫中仙》（1987）、《千年女妖》（1990）、《畫皮之陰陽法王》（1993）等作品紛紛登上大銀幕。何思穎認為這部電影是1980年代流行的功夫喜劇式恐怖片（如《鬼打鬼》、《殭屍先生》）和後來的史詩奇幻電影（《白髮魔女傳》、《東方不敗之風雲再起》等）之間的橋樑，說是香港電影的重要里程碑亦實不為過。電影的成功還促使製片商批准拍攝續集。同樣由程小東執導、徐克監製的《倩女幽魂II：人間道》和《倩女幽魂III：道道道》分別在1990年和1991年上映。徐克在1997年又製作了動畫《小倩》。2015年，香港舞蹈團推出改編自本作的大型舞劇《倩女‧幽魂》。
2011年，隨著葉偉信執導的同名電影上映，本作亦首次在中國大陸正式面世。然而，早在本片正式發行之前，許多中國觀眾便已經通過各種非官方渠道（包括走私錄影帶，盜版VCD和DVD，以及後來的影片分享網站）收看。學者指出電影的喜劇或「半認真」性質是導致大批八零後成為忠實粉絲的原因，而他們大多認為電影是理想主義、叛逆、懷舊和社會批判的體現。部分中國大陸的影評人亦把本作譽為邪典經典。
2005年，本片獲香港電影金像獎協會選入最佳華語電影一百部名單中。2011年，臺北金馬影展執行委員會主辦影史百大華語電影選舉，本作與《秋菊打官司》（1992年）和《小武》（1998年）一同位列第35位。同年，本片獲香港電影資料館選為百部不可不看的香港電影。影片在電影參考書《死前必看的1001部電影》名單中亦榜上有名。
電影原創者經常引起爭議。程小東是本片正式署名的導演，但一般認為徐克才是真正的創作者，因為他透過自己的公司製作本片，親自物色導演、構思劇本、創作配樂，甚至負責導演部分場面。影評人東尼·萊恩斯亦表示，大多數電影工作室的作品實際上都被徐克「重定向或把持」。

## 註腳
1. ↑  除了電影版，他後來還灌錄了多個錄音專輯版，編曲和歌詞都略有差別。

## 外部連結
- 香港影庫上《倩女幽魂》的資料（繁體中文）
- 開眼電影網上《倩女幽魂》的資料（繁體中文）
- 豆瓣电影上《倩女幽魂》的資料 （简体中文）
- 时光网上《倩女幽魂》的資料（简体中文）
- AllMovie上《倩女幽魂》的资料（英文）
- 爛番茄上《倩女幽魂》的資料（英文）
- 互联网电影数据库（IMDb）上《倩女幽魂》的资料（英文）
- 香港電影資料館：倩女幽魂 （页面存档备份，存于）（繁體中文）